# Demônios da Garoa
Demônios da Garoa («демони дощу») — бразильський музичний гурт, відомий виконанням пісень Адонірана Барбози, що зберігає популярність протягом 60 років. Гурт виник в 1940-х роках під назвою «Grupo do Luar» («гурт місячного світла»). В 1943 році його перша пісня прозвучала на радіо у конкурсі новачків.
Характерною особливістю гурту є гумор. В 1965 році, після змін оригінального складу, група записала пісню «Trem das Onze» («поїзд об одинадцятій»), відомий хіт групи, разом з «Iracema», «Saudosa Maloca», «O Samba do Arnesto», «As Mariposa», «Tiro ao Álvaro», «Ói Nóis Aqui Trá Veiz», «Vila Esperança» і «Vai no Bexiga pra Ver». Гурт продав понад 10 мільйонів копій своїх записів, скомпонованих у 69 звичайних компакт-дисків, 6 подвійних дисків, 34 вінілових пластинок і 13 інших CD протягом своєї кар'єри.
В оригінальному складі грали Роберту Барбоза (відомим під псевдонімом Canhotinho), Сергінью Роза, Сідней, Ізраель і Рікардінью (засновник гурту, справжнє ім'я Арналду Роза). Зараз в гурті бере участь Вентура Рамірес, що часто вважається одним з найкращих співаків Бразилії, а сам гурт характеризується особливою технікою, що була його особливістю протягом останніх 30 років. Останні засновники гурту, Арналду Роза і Тоніньйо Гомес, померли відповідно у 2000 році через цироз печінки та у 2005 через діабет і хворобу Альцгеймера.
В 1994 році Demônios da Garoa були занесені до бразильського видання Книги рекордів Гіннеса, як «найстаріший сучасний гурт Бразилії», з виданням ювілейного 50-річного диска.